# 程輅
程輅（1486年—？），字邦載，直隸徽州府績溪縣人，民籍，明朝政治人物。

## 生平
應天府鄉試第七十七名舉人。正德十六年（1521年）中式辛巳科會試第二十三名，登第三甲第一百九十九名進士。授行人司行人。嘉靖五年（1526年）選兵科給事中。嘉靖六年（1527年）因李福達案，削職為民。

## 家族
曾祖程聞敘；祖父程孟禮；父程友文，母陳氏。具庆下。